# Piter Mičel
Piter Mičel (engl. Peter Mitchell; 29. septembar 1920—10. april 1992) je bio britanski biohemičar koji je dobio Nobelovu nagradu za hemiju 1978. godine za otkriće hemiosmotičkog mehanizma ATP sinteze.

## Nobelova nagrada
Početkom šezdesetih godina dvadesetog vijeka postavio je hemiosmotsku hipotezu, koju je dokazao odgovarajućim eksperimentima.
Hemiosmotska sinteza predstavlja međusobnu povezanost 3 komponente:
- transporta elektrona
- jonske pumpe
- sinteze ATP-a

Ključni je proces u ćelijskom disanju u kojem ATP nastaje u mitohondrijama i u hloroplastima tokom svijetle faze fotosinteze.
Njegovom hipotezom i danas se objašnjava nastajanje ATP-a.
Godine 1978. je za razradu teorije delovanja Q10 dobio takođe Nobelovu nagradu. Q10 je biološki koenzim koji ima veliku ulogu u prenosu elektrona u lancu za transport elektrona. CoQ10 ubrzava zarastanje ožiljaka usled čira na želucu i dvanaestopalačnom crevu. Skraćuje postoperativni period, učestvuje u procesu oslobađanja energije. Osim toga Q10 doprinosi normalizaciji arterijalnog pritiska, usporava proces starenja, neutrališe histamin (astma, alergija, respiratorna oboljenja).
Ovaj važan koenzim (organski kofaktor) je poznat i pod nazivom ubikinon.